# Ptilodon
Ptilodon és un gènere de lepidòpters ditrisis de la família dels notodòntids (Notodontidae).

## Llista d'espècies
- Ptilodon americana Harvey, 1877.
- Ptilodon amplius Schintlmeister i Fang, 2001.
- Ptilodon atrofusa (Hampson, 1892).
- Ptilodon autumnalis Schintlmeister, 1997.
- Ptilodon capucina (Linnaeus, 1758)
- Ptilodon cucullina (Denis i Schiffermüller, 1775)
- Ptilodon flavistigma (Moore, 1879).
- Ptilodon hoegei (Graeser, 1892).
- Ptilodon ladislai (Oberthür, 1879).
- Ptilodon pseudorobusta Schintlmeister i Fang, 2001.
- Ptilodon robusta Matsumura, 1924.
- Ptilodon saturata (Walker, 1865).
- Ptilodon severin Schintlmeister, 1989.

## Galeria

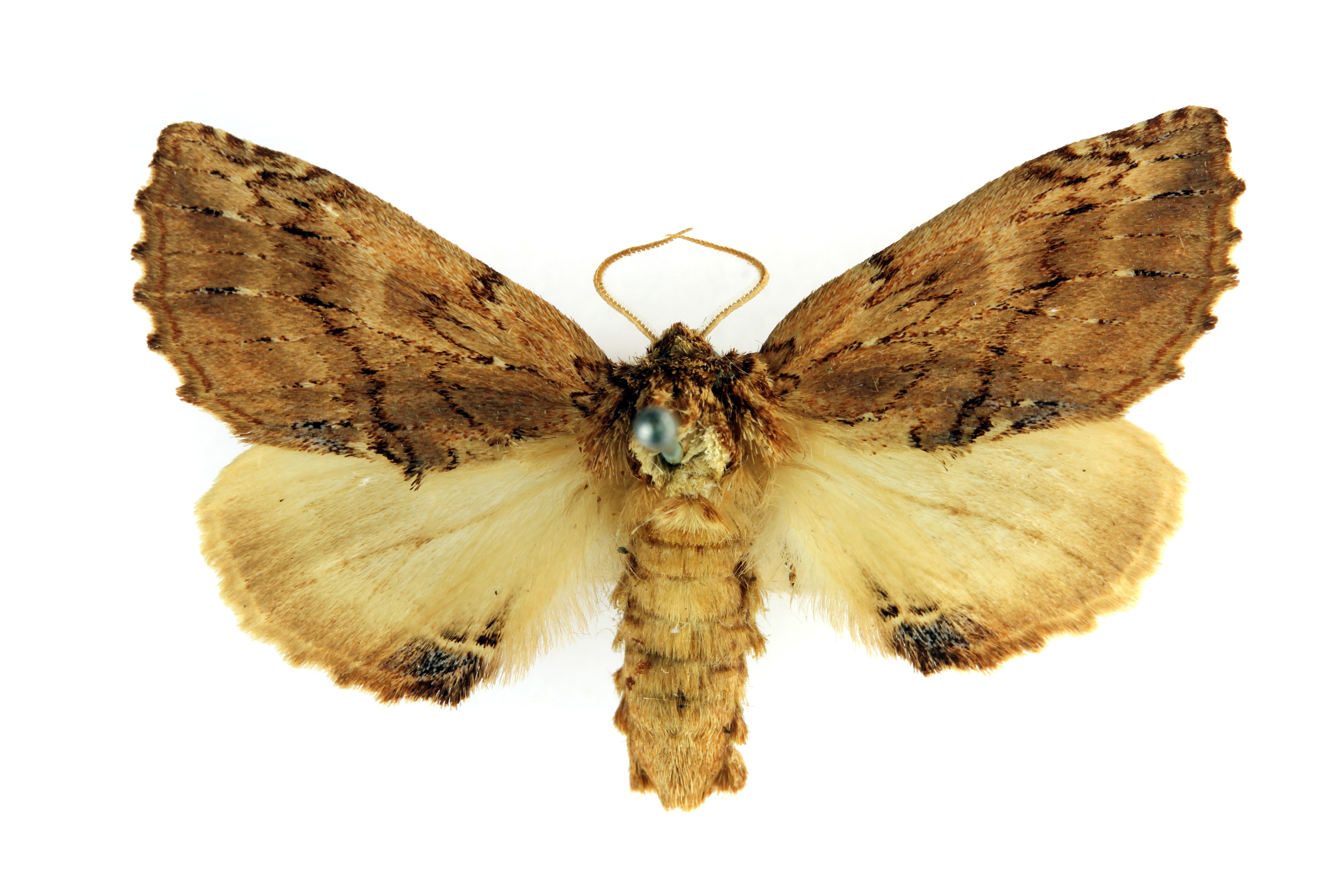
Ptilodon capucina
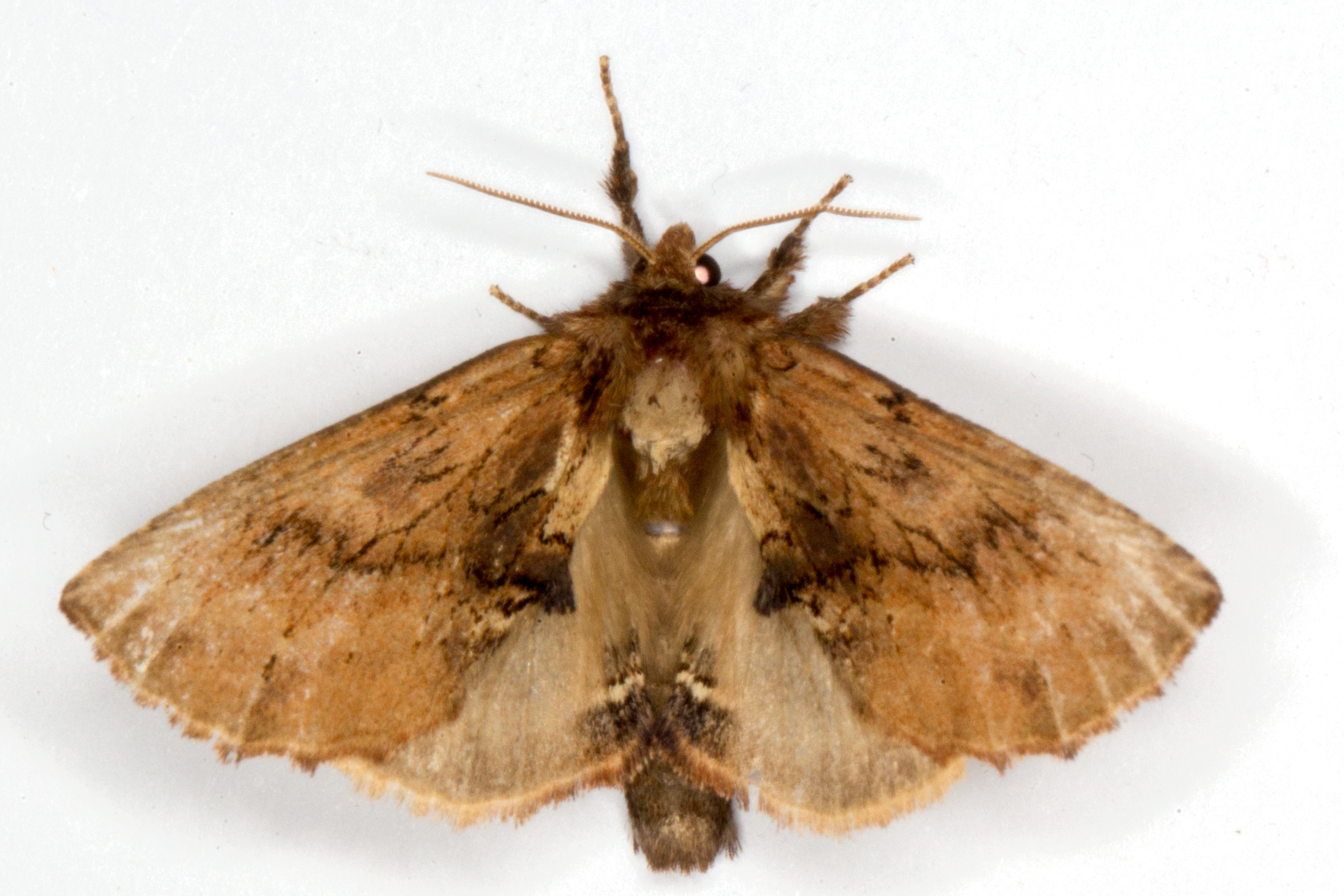
Ptilodon capucina
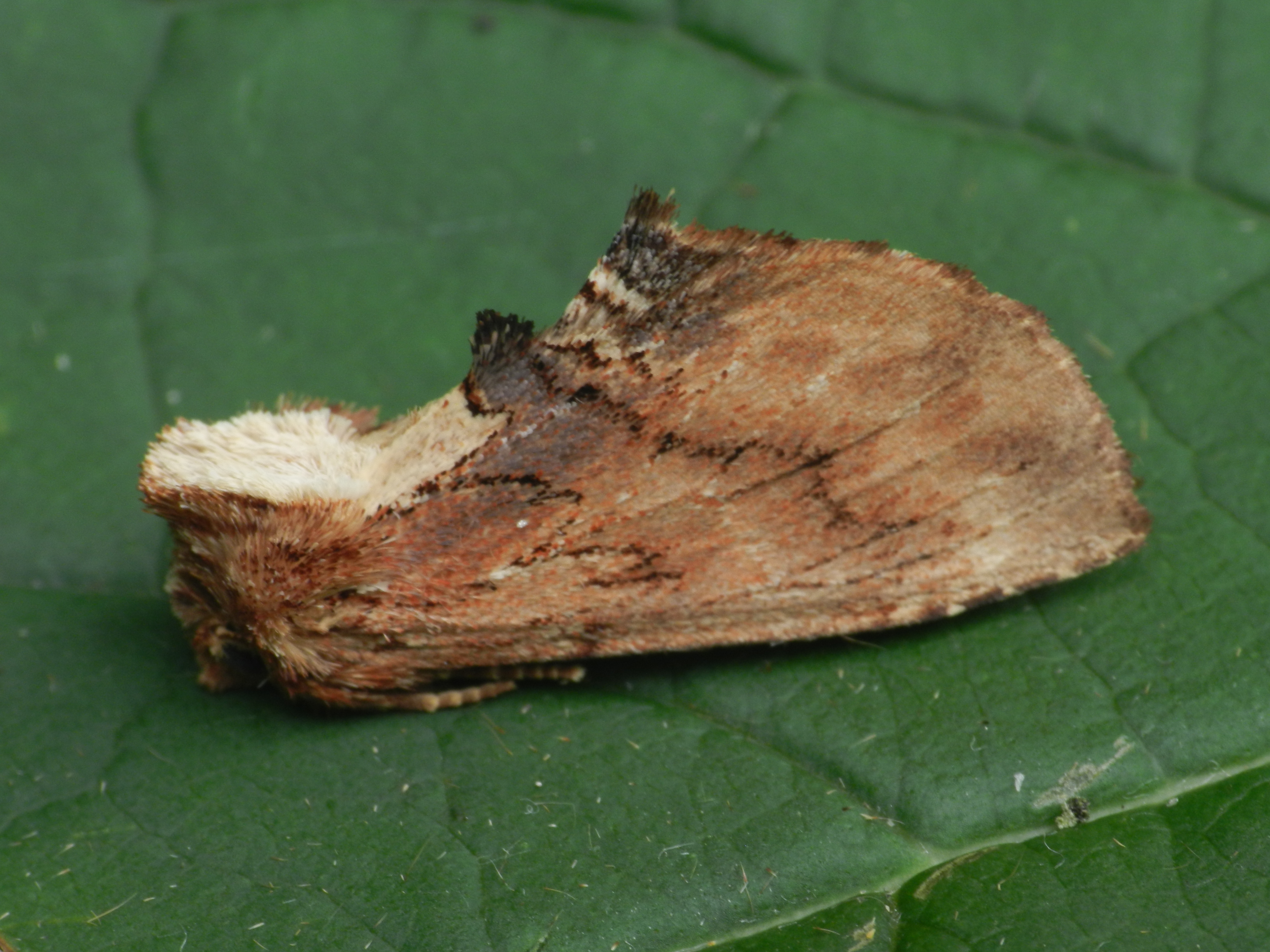
Ptilodon capucina